# Alisher Latif-Zade
Alisher Latif-Zade (russisk: Алише́р Лати́ф-Заде́, født 2. juni 1962 i Dusjanbe, Tadsjikistan i Sovjetunionen) er en tadsjikisk/sovjetisk komponist, violinist og lærer.
Latif-Zade studerede som ung violin og komposition på musikskole, og fortsatte med sine komponist studier på Moskva musikkonservatorium (1980-1985). Han har skrevet en symfoni, orkesterværker, kammermusik, filmmusik etc. Latif-Zade underviste i improvisation og partiturlæsning på Musikkonservatoriet i Tashkent i Usbekistan (1993-2003). Han blev ansat som lærer i komposition på det Nationale Kurmangazy Musikkonservatorium i Kasakhstan i 2003. Latif-Zade flyttede til USA i 2004, hvor han har levet siden som freelance-komponist og lærer.

## Udvalgte værker
- Symfoni (1985) - for strygeorkester
- "Cirkler af tiden" (2000) - for oktet